# Carl J. Matusovich
Carl John Matusovich, né en octobre 1986, est un enfant acteur connu pour avoir commencé sa carrière à l'âge de 8 ans en interprétant le petit frère de Natalie Portman dans Léon.

## Filmographie
- 1994 : Léon de Luc Besson : le petit frère de Mathilda
- 1994 : The Cosby Mysteries (saison 1, épisode 2) : Russell Jr.
- 1994 : Un homme presque parfait (Nobody's Fool) de Robert Benton : Wacker Sullivan
- 1999 : Premier Regard (At First Sight) d'Irwin Winkler : Tommy
- 1999 : New York, police judiciaire (Law and Order, saison 9, épisode 14) : Shane Bowker